# Parobages strandi
Parobages strandi är en skalbaggsart som beskrevs av Stefan von Breuning 1940. Parobages strandi ingår i släktet Parobages och familjen långhorningar. Inga underarter finns listade i Catalogue of Life.